# بخش‌های سوئیس
بخش یا بخش سیاسی (به آلمانی: Politische Gemeinde) کوچکترین تقسیم‌بندی دولتی در کشور سوئیس است. تقسیم بندی مناطق سوئیس به صورت فدراسیون یا دولت فدرال - کانتون یا ایالت‌ها - و در نهایت بخش‌ها هستند. تا تاریخ فوریه ۲۰۱۰ تعداد ۲۵۹۶ بخش در کشور سوئیس وجود داشتند.